# 再造散
再造散為中藥方劑名，為治療感冒之方劑，尤其是針對體質較為虛弱之病人所開出之感冒治療處方。（溫陽益氣，發汗解表）

## 方劑出處
明．陶華，《傷寒六書》中曰：「治患頭疼發熱，項脊強，惡寒無汗，用發汗藥二三劑，汗不出者。庸醫不識此證，不論時令，遂以麻黃重藥，及火劫取汗，誤人死者，多矣。殊不知陽虛不能作汗，故有此證，名曰無陽證。」

## 方劑組成
黃耆（6克）、 人參（3克）、 桂枝（3克）、 白芍（3克）、灸甘草（1.5克）、 熟附子（3克）、 細辛（2克）、 羌活（3克）、防風（3克）、 川芎（3克）、 煨生薑（3克）。
先以黃耆、人參、桂枝、甘草、熟附、細辛、羌活、防風、川芎、煨生薑，水二鍾，棗二枚，煎至一鍾。槌法，再加炒芍藥一撮，煎三沸，溫服。
夏月，加黃芩、石膏，冬月，不必加。

## 症狀
陽氣虛弱，外感風寒證。惡寒發熱，熱輕寒重，無汗肢冷，倦怠嗜臥，面色蒼白，語聲低微，舌淡苔白，脈沉無力或浮大無力。

## 方義
因為病患氣虛體弱，所以用發汗藥治療感冒時，不能發汗，以致於達不到以此法祛除病邪的效果，所以利用黃耆、 人參、 桂枝、附子、甘草補足陽氣，再用羌活、細辛、防風、川芎將病邪散發出體外。為防止發汗太過，所以加用芍藥收歛。